# Maškovice
Maškovice je malá vesnice, část obce Ploskovice v okrese Litoměřice. Nachází se asi 0,5 kilometru západně západ od Ploskovic. V roce 2011 zde trvale žilo 32 obyvatel.
Maškovice je také název katastrálního území o rozloze 1,61 km².

## Historie
První písemná zmínka o Maškovicích pochází z roku 1346, kdy vesnici Bušek z Rochova daroval býčkovické komendě. Po jejím zániku se vesnice stala součástí ploskovického panství, u kterého zůstala až do zrušení patrimoniální správy. Po třicetileté válce ve vsi stálo sedm obydlených selských usedlostí.
Jádrem vesnice je malá, svažitá a přibližně obdélníková náves obklopená, s výjimkou západní strany, bývalými zemědělskými usedlostmi. Drobnější chalupnická a domkářská zástavba se rozvinula v západní části vesnice. Přestože byly zejména menší usedlosti zmodernizovány, zejména náves si uchovala vzhled charakteristický pro litoměřickou část Českého středohoří.

## Obyvatelstvo
|           | 1869 | 1880 | 1890 | 1900 | 1910 | 1921 | 1930 | 1950 | 1961 | 1970 | 1980 | 1991 | 2001 | 2011 |
| --------- | ---- | ---- | ---- | ---- | ---- | ---- | ---- | ---- | ---- | ---- | ---- | ---- | ---- | ---- |
| Obyvatelé | 115  | 114  | 94   | 88   | 81   | 84   | 97   | 55   | 54   | 45   | 32   | 19   | 20   | 32   |
| Domy      | 20   | 21   | 22   | 22   | 21   | 21   | 22   | 15   | 14   | 15   | 10   | 16   | 16   | 18   |

## Pamětihodnosti
Ve vesnici se dochovalo několik staveb lidové architektury typické pro oblast Českého středohoří, přičemž usedlosti a domy čp. 1, 10 a 16 jsou chráněny jako kulturní památky. Patrový dům usedlosti čp. 1 má přední část roubenou s podstávkovým patrem, zatímco zadní část je zděná. Původní podoba štítu zanikla použitím novodobého obkladu. Štít s trojetážovou lomenicí se naopak dochoval u částečně roubených domů čp. 4 a 10. Roubenou přízemní světnici a celé podstávkové patro má dům čp. 16, jehož druhá část přízemí je zděná. Podél patra domu vede pavlač a obložení štítu je složeno do podoby dvouetážové lomenice. Hrázděné nebo roubené prvky se dochovaly také u dalších domů. Z kamenných staveb je hodnotný dům čp. 17 z roku 1845, v jehož zadní části jsou patrné hrázděné konstrukce a malá zapuštěná pavlač.